# Пітон-де-ла-Фурнез
21°14′33″ пд. ш. 55°42′32″ сх. д. / 21.2425° пд. ш. 55.708888888889° сх. д.
Пітон-де-ла-Фурнез (фр. Piton de la Fournaise фр.: [pitɔ̃ də la fuʁnɛz]; досл. «Вершина печі») — щитовий вулкан на східній стороні острова Реюньйон, заморського департаменту та регіону Франції в Індійському океані. Нині це один із найактивніших вулканів у світі, поряд із Кілауеа на Гавайських островах, Стромболі та Етна в Італії та горою Еребус в Антарктиді. Попереднє виверження почалося в серпні 2006 року і закінчилося в січні 2007 року. Повторне виверження вулкана відбулося в лютому 2007 року, 21 вересня 2008 року, 9 грудня 2010 року, яке тривало два дні, і 1 серпня 2015 року. Останнє виверження почалося 15 вересня 2022 року. Вулкан розташований у національному парку Реюньйон, який є об’єктом Всесвітньої спадщини.
Мешканці Реюньйону іноді називають Пітон де ла Фурнез просто le Volcan («Вулкан»). Це головна туристична пам'ятка.